# زيزفورة رفيعة
زيزفورة رفيعة (الاسم العلمي:Ziziphora tenuior) هي نوع من النباتات يتبع جنس الزيزفورة من الفصيلة الشفوية.